# Canal 10 (Tucumán)
El Canal 10 de Tucumán, es una estación de televisión abierta argentina afiliada a El Trece que transmite desde la ciudad de Yerba Buena. La emisora se llega a ver en gran parte de la Provincia de Tucumán y zonas aledañas a través de estaciones repetidoras. Es operado mayoritariamente por la Universidad Nacional de Tucumán a través de la empresa pública Televisora de Tucumán S.A.P.E.M.

## Historia
El 23 de abril de 1958, mediante el Decreto Ley 5357, el Poder Ejecutivo Nacional (en ese entonces a cargo del militar Pedro Aramburu, dentro de la llamada Revolución Libertadora) transfirió el patrimonio de LW3 Radio Splendid a la Universidad Nacional de Tucumán para explotar una estación de televisión en la ciudad de Yerba Buena, provincia de Tucumán.
A partir de allí, la UNT comenzó un recorrido de varios años hasta conseguir la licencia definitiva que le posibilitó instalar una televisora. Asimismo se le otorgó la licencia en 1964 como canal experimental, con la prohibición de difundir publicidad comercial.
La licencia inició sus transmisiones regulares el 9 de julio de 1966 como LW 83 TV Canal 10 de Yerba Buena, coincidiendo el sesquicentenario de la Declaración de independencia de la Argentina.

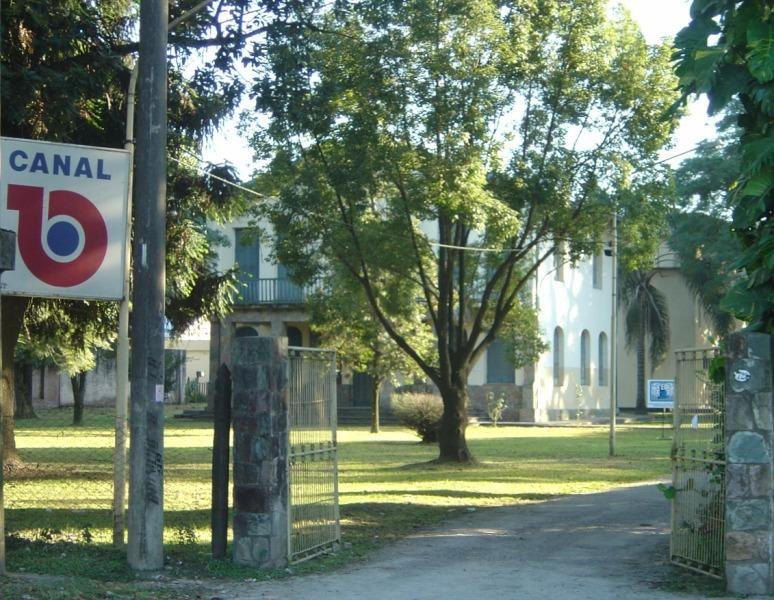
Entrada a los estudios de Canal 10 en Yerba Buena.

Al principio, el canal transmitía dos horas diarias de programas de índole cultural y luego la transmisión se amplió a 14 horas por día, sin avisos publicitarios. En los recesos y cortes se transmitían información de la universidad o datos oficiales del estado.
La falta de recursos presupuestarios de la UNT por aquel entonces, hizo imposible que el objetivo de transmitir programas de comunicación para el desarrollo, en exclusividad, se pueda cumplir de manera completa, es por eso que hasta 1970 a la par de algunos programas culturales y de una incipiente producción local, nunca faltaron los enlatados y programas del exterior.
En 1972, el canal incorporó un departamento comercial para hacer frente a los costos operativos y en 1977, se conformó la Sociedad Anónima: Televisora de Tucumán, en la que se sumó el gobierno provincial, con el 30% de las acciones.
En 1980, Canal 10 comenzó a emitir programas en color.
En 1986, la licencia de LW 83 fue re-adjudicada a la empresa Televisora de Tucumán S.A.P.E.M.
El 1 de junio de 1997, Canal 10 comenzó a emitir de forma exclusiva la programación del Canal 13 de Buenos Aires.
El 3 de julio de 1997, el Comité Federal de Radiodifusión, mediante la Resolución 325, autorizó a Televisora de Tucumán (titular de Canal 10) a instalar una repetidora en Zárate Sur, asignándole el canal 31 en la banda de UHF.
En 1998, Canal 10 pasó a funcionar bajo una empresa privada: Newline S.A., gerencia que tuvo control mayoritario hasta que en 2005, con la Ley de Medios se rompe con Newline y desde entonces hasta el día de hoy, corresponde un 70% a la Universidad y 30% al gobierno provincial.
El 24 de junio de 2011, la Autoridad Federal de Servicios de Comunicación Audiovisual, mediante la Resolución 687, autorizó al Canal 10 a realizar pruebas en la Televisión Digital Terrestre bajo el estándar ISDB-T (adoptado en Argentina mediante el Decreto 1148 de 2009). Para ello, Canal 10 se le asignó el Canal 34 en la banda de UHF.
El 26 de febrero de 2015, mediante la Resolución 37, le asignó a Canal 10 el Canal 27.1 para emitir de forma regular (en formato HD) en la Televisión Digital Terrestre.
El 29 de julio de 2022, Canal 10 comenzó a emitir su programación en HD.
En mediados de julio de 2024, el canal dejó de emitir por televisión analógica para realizar la transición a la Televisión Digital Terrestre en el sur argentino, en cumplimiento del decreto 156/2022 del Ente Nacional de Comunicaciones, con el objetivo de migrar hacia la televisión digital terrestre.

### Programación local anterior
Canal 10 ha sido pionero en la producción de programas locales. Entre los más destacados y recordados por la teleaudiencia local figuran La Santa Misa (en el aire en forma ininterrumpida desde 1966), La Caja № 10, (fines de la década de 1960 y principio de la década de 1970), exitoso ciclo musical y artístico de gran nivel, con orquestas, cantantes y otros espectáculos, en vivo desde los estudios del canal, programa semanal, conducido por Alberto René Sutter;  Aquí En Casa, (comienzos de la década de 1970) programa de consejos para el ama de casa, salud, moda, cocina,  bricolaje, etc., con invitados y en directo, conducido por Marilú Landa, Testimonios de  Tucumán ciclo de cortometrajes documentales realizados por el cineasta tucumano  Gerardo  Vallejo.
El club de la manzana (infantil emitido durante los años 1980), Sábados para todos (interés general), La Hora Italiana (actualidad), Shalom Israel (actualidad), Biógrafo (proyección de filmes nacionales y extranjeros con el comentario previo de Rogelio Parolo), Deportivo 10 y Ciudadanos (política) entre otros.
En un hecho poco común para un canal del interior teniendo en cuenta las limitaciones técnicas y presupuestarias de la época, Canal 10 produjo durante la segunda mitad de la década de 1980 la miniserie El Cabo Sabino basada en una historieta de origen argentino sobre un militar fortinero durante la Campaña del Desierto. Más recientemente, emitió otra serie local denominada Tucumanos, sin demasiada repercusión.
Además de documentales, la programación educativa estuvo representada durante muchos años por el programa Telescuela Técnica, a fines de los años 1980, por el curso de inglés Follow Me coproducido por la BBC de Londres y Televisa de México, que se emitían en horario matutino y actualmente, con la ayuda del canal educativo del Ministerio Nacional Pakapaka, transmitiendo partes de su programación en distintos horarios del día, así como también mediante un acuerdo con el Ministerio de Educación Nacional, se comienza a transmitir la trasnoche de Canal 10, retransmitiendo la programación del canal Encuentro; transformándolo en un canal 24 horas.

## Programación
Actualmente, parte de la programación del canal consiste en retransmitir los contenidos del Canal 13 de Buenos Aires (cabecera de la cadena Artear/El Trece, que representa comercialmente a Canal 10).
La señal posee también programación local, entre los que se destacan TV Prensa (que es el servicio informativo del canal), Los primeros (histórico magacín matutino), Con mucho picante (programa culinario), UNT Visión Noticias (Resumen semanal de noticias de la Universidad Nacional de Tucumán), El avispero (interés general), La noche de la Caja 10 (entretenimiento) y Cacharpaya (programa folklórico).

## TV Prensa
Es el servicio informativo del canal con principal enfoque en las noticias provinciales y nacionales. Actualmente posee dos ediciones que se emiten de lunes a viernes (a las 13:00 y a las 20:00). Es considerado el noticiero más visto de Tucumán.
Originalmente, fue llamado Teleprensa, luego pasó a denominarse Canal 10 Informa durante la década de 1970, para luego adoptar el nombre actual TV Prensa. Por un breve tiempo y siguiendo la modalidad instalada por su competidor Canal 8, transmitía el noticiero de la medianoche del entonces Canal 11 de Buenos Aires (hoy Telefe) denominado La noticia.

### Controversia
En 2009, Osvaldo García es despedido del noticiero al ser acusado de presuntas vinculaciones al gobierno de la última dictadura militar. Durante 2010, se dejaron de emitir noticias de los canales El Trece y TN, enfrentados con el gobierno de Cristina Fernández. En su lugar, fueron reemplazadas por las noticias de otras señales como la TV Pública y el internacional Telesur, así como pequeños fragmentos matutinos de C5N.

## Repetidoras
Canal 10 cuenta con repetidoras en la Provincia de Tucumán. De las 5 que tiene autorizada el canal, sólo son reconocidas 4 como repetidoras en funcionamiento.
| Canal | Localización de la repetidora      |
| 10    | Amaicha del Valle                  |
| 2     | Choromoro                          |
| 7     | San Pedro de Colalao               |
| 4     | Tafí del Valle (Fuera de servicio) |
| 5     | Trancas                            |